# 23-тя танкова дивізія (СРСР)
23-тя танкова Будапештська Червонопрапорна ордена Суворова дивізія (23 ТД, в/ч 18876) — колишнє з'єднання танкових військ Радянської армії а згодом України, яке існувало від 1945 до 1990 року. Створене 10 липня 1945 року на основі 23-го танкового корпусу у місті Овруч, Житомирська область. Дивізія відносилася до розгорнутих, тому була укомплектована особовим складом і технікою приблизно на 70% (7000 осіб) від штатної чисельності.

## Історія
Створена 10 липня 1945 року на основі 23-го танкового корпусу у місті Овруч, Житомирська область.
Реорганізація від 23 травня 1953 року:
- 56-й мотострілецький полк переформований на 129-й механізований полк
- 916-й артилерійський полк був створений на основі 457-го мінометного полку та 000 окремого гаубичного артилерійського дивізіону
- 82-й окремий мотоциклетний батальйон було переформовано на 82-й окремий розвідувальний батальйон
- створено 14-ту окрему роту хімічного захисту

У квітні 1955 року 1697-й зенітний артилерійський полк було перейменовано на 1046-й зенітний артилерійський полк.
Реорганізація від червня 1957 (наказ 12.3.57):
- 129-й механізований полк було переформовано на 321-й мотострілецький полк
- 3-й танковий полк було розформовано
- 84-й важкий танковий самохідний полк було переформовано на 84-й гвардійський важкий танковий полк

У 1960 році 87-й окремий навчальний танковий батальйон було розформовано.
Від 19 лютого 1962 року:
- створено 296-й окремий ракетний дивізіон
- створено 70-й окремий ремонтно-відновлювальний батальйон.

У 1968 року 176-й окремий саперний батальйон було перейменовано на 176-й окремий інженерно-саперний батальйон.
У 1980 році 000 окремий моторизований транспортний батальйон було переформовано на 1042-й окремий батальйон матеріального забезпечення.
Від 1 липня 1990 року перетворена на 6065-ту базу зберігання озброєння та техніки.
Від січня 1992 року перейшла під юрисдикцію України.

## Структура
Протягом історії з'єднання його структура та склад неодноразово змінювались.

### 1946
- 3-й танковий полк
- 39-й танковий полк
- 135-й танковий полк
- 56-й мотострілецький полк
- 84-й важкий танково-самохідний полк
- 457-й мінометний полк
- 1697-й зенітний артилерійський полк
- 000 окремий гаубичний артилерійський дивізіон
- 442-й окремий гвардійський мінометний батальйон
- 82-й окремий мотоциклетний батальйон
- 176-й окремий саперний батальйон
- 895-й окремий батальйон зв'язку
- 221-й окремий санітарно-медичний батальйон
- 000 окремий автотранисопртний батальйон
- 87-й окремий навчальний танковий батальйон

### 1960
- 39-й танковий полк (Овруч, Житомирська область)
- 84-й важкий танковий полк (Коростень, Житомирська область) - 1962 переформовано на гвардійський танковий полк
- 135-й танковий полк (Овруч, Житомирська область)
- 321-й гвардійський мотострілецький полк (Овруч, Житомирська область)
- 916-й артилерійський полк (Коростень, Житомирська область)
- 1046-й зенітний артилерійський полк (Коростень, Житомирська область)
- 82-й окремий розвідувальний батальйон (Овруч, Житомирська область)
- 176-й окремий саперний батальйон (Овруч, Житомирська область)
- 895-й окремий батальйон зв'язку (Овруч, Житомирська область)
- 14-та окрема рота хімічного захисту (Овруч, Житомирська область)
- 221-й окремий санітарно-медичний батальйон (Овруч, Житомирська область)
- 000 окремий моторизований транспортний батальйон (Овруч, Житомирська область)

### 1970
- 39-й танковий полк (Овруч, Житомирська область)
- 84-й танковий полк (Коростень, Житомирська область)
- 135-й танковий полк (Лугини, Житомирська область)
- 321-й гвардійський мотострілецький полк (Овруч, Житомирська область)
- 916-й артилерійський полк (Коростень, Житомирська область)
- 1046-й зенітний артилерійський полк (Коростень, Житомирська область)
- 296-й окремий ракетний дивізіон (Овруч, Житомирська область)
- 82-й окремий розвідувальний батальйон (Овруч, Житомирська область)
- 176-й окремий інженерно-саперний батальйон (Овруч, Житомирська область)
- 895-й окремий батальйон зв'язку (Овруч, Житомирська область)
- 14-та окрема рота хімічного захисту (Овруч, Житомирська область)
- 70-й окремий ремонтно-відновлювальний батальйон (Овруч, Житомирська область)
- 221-й окремий санітарно-медичний батальйон (Овруч, Житомирська область)
- 000 окремий моторизований транспортний батальйон (Овруч, Житомирська область)

### 1980
- 39-й танковий полк (Овруч, Житомирська область)
- 84-й танковий полк (Коростень, Житомирська область)
- 135-й танковий полк (Лугини, Житомирська область)
- 321-й гвардійський мотострілецький полк (Овруч, Житомирська область)
- 916-й артилерійський полк (Коростень, Житомирська область)
- 1046-й зенітний ракетний полк (Коростень, Житомирська область)
- 296-й окремий ракетний дивізіон (Овруч, Житомирська область)
- 82-й окремий розвідувальний батальйон (Овруч, Житомирська область)
- 176-й окремий інженерно-саперний батальйон (Овруч, Житомирська область)
- 895-й окремий батальйон зв'язку (Овруч, Житомирська область)
- 14-та окрема рота хімічного захисту (Овруч, Житомирська область)
- 70-й окремий ремонтно-відновлювальний батальйон (Овруч, Житомирська область)
- 221-й окремий медичний батальйон (Овруч, Житомирська область)
- 1042-й окремий батальйон матеріального забезпечення (Овруч, Житомирська область)

### 1988
- 39-й танковий полк (Овруч, Житомирська область)
- 84-й танковий полк (Коростень, Житомирська область)
- 135-й танковий полк (Овруч, Житомирська область)
- 321-й гвардійський мотострілецький полк (Овруч, Житомирська область)
- 916-й артилерійський полк (Коростень, Житомирська область)
- 1046-й зенітний ракетний полк (Коростень, Житомирська область)
- 296-й окремий ракетний дивізіон (Овруч, Житомирська область)
- 82-й окремий розвідувальний батальйон (Овруч, Житомирська область)
- 176-й окремий інженерно-саперний батальйон (Овруч, Житомирська область)
- 895-й окремий батальйон зв'язку (Овруч, Житомирська область)
- 14-та окрема рота хімічного захисту (Овруч, Житомирська область)
- 70-й окремий ремонтно-відновлювальний батальйон (Овруч, Житомирська область)
- 221-й окремий медичний батальйон (Овруч, Житомирська область)
- 1042-й окремий батальйон матеріального забезпечення (Овруч, Житомирська область)

## Оснащення
Оснащення на 19.11.90 (за умовами УЗЗСЄ):
- 315 Т-55, 38 БМП-1, 15 БРМ-1К, 2 БТР-70, 12 БМ-21 «Град», 6 БМП-1КШ, 12 РХМ, 12 ПРП-3, 23 1В18, 1 1В19, 13 Р-145БМ, 3 Р-156БТР, 9 ПУ-12, 5 БРЕМ, 1 ІМР та 9 МТУ-20